# 你好检察官
《你好检察官》（Hello Prosecutor）是一部2021年中国大陆电视剧，演员孙怡主演。内容主要讲述姜文静为了儿时的梦想，努力成为检察官的故事。于2021年9月在优酷、浙江卫视首播。该剧与2019年开机，同年5月杀青该剧因其剧情偏向偶像剧等原因而受到了很多观众的差评。

## 播出时间
| 播放頻道/平台 | 所在地   | 播出日期                   |
| ------------- | -------- | -------------------------- |
| 优酷          | 中国大陆 | 2022年9月                  |
| 浙江卫视      | 中国大陆 | 2022年9月8日-2022年9月29日 |

## 剧情简介
姜文静因为幼年的梦想，决定成为检察官，于是之后，她凭借着自己的努力，成为了一个检察官，虽说在这之中受到了很多的挫折，但是最后她却依旧靠着自己，成为了一个合格的检察官。

## 演员表
- 孙怡 饰 姜文静
- 张昊唯 饰 任天宇
- 朱雨辰 饰 尹川
- 王维唯 饰 俞凯茵
- 殷叶子 饰 姚珍
- 陈靖可 饰 严律
- 刘海蓝 饰 林薇薇
- 乔骏达 饰 潘晓离
- 张维娜 饰 祝瑾
- 赵志伟  饰  叶泽

## 音乐原声
| 曲序 | 曲目                     |              | 作曲   | 演唱            |
| ---- | ------------------------ | ------------ | ------ | --------------- |
| 1.   | 《正义之狮》（主题曲）   | 易家扬       | 朴成日 | 萧敬腾          |
| 2.   | 《崭新的世界》（片尾曲） | Round2       | 朴成日 | 孟慧圆、 Round2 |
| 3.   | 《光的摩斯密码》（插曲） | 易家扬       | 朴成日 | 刘惜君          |
| 4.   | 《未来》（插曲）         | 崔亮、王海笑 | 朴成日 | 赵紫骅          |
| 5.   | 《沙漠之下》（插曲）     | 刘愉露       | 朴成日 | 沙漠五子        |

## 相關連結
- 豆瓣电影上《你好检察官》的資料 （简体中文）